# Springe (Kleine Schmiech)
Die Springe ist ein etwa 200 m langer, linker Zufluss des Teilungsarms Kleine Schmiech der Schmiech in Allmendingen in Baden-Württemberg.

## Geographie

### Springequelle
Die Springequelle (amtlich: Quelle der Springe) befindet sich am nördlichen Ortsausgang von Großallmendingen, direkt an der Bundesstraße 492. Sie schüttet 58 bis über 1000 Liter pro Sekunde (Mittlere Schüttung 390 l/s). Der Quelltopf der Karstquelle wurde mit einer Betonsteinmauer in einem ovalen Becken eingefasst. Der Boden des etwa 25 m langen Teiches wurde mit Weißjuraschotter aufgefüllt. Das Wasser entstammt teilweise aus Versickerungsstellen der Schmiech.

### Verlauf
Die aus der Karstquelle ausströmende Springe fließt in südliche Richtung und mündet nach 200 Metern in die Kleine Schmiech, einen Seitenarm der Schmiech.

## Weblinks

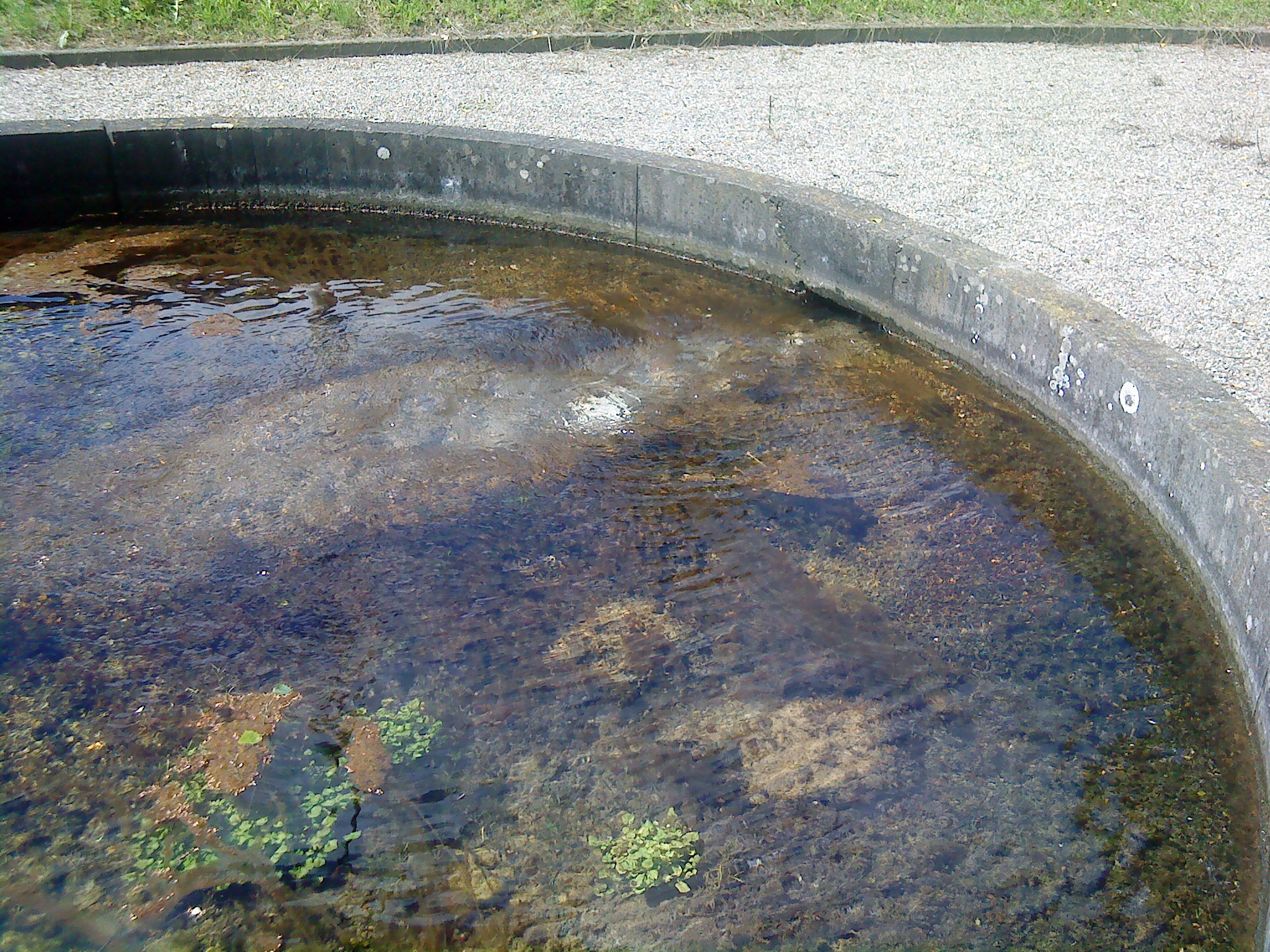
Austrittsstelle der Springequelle
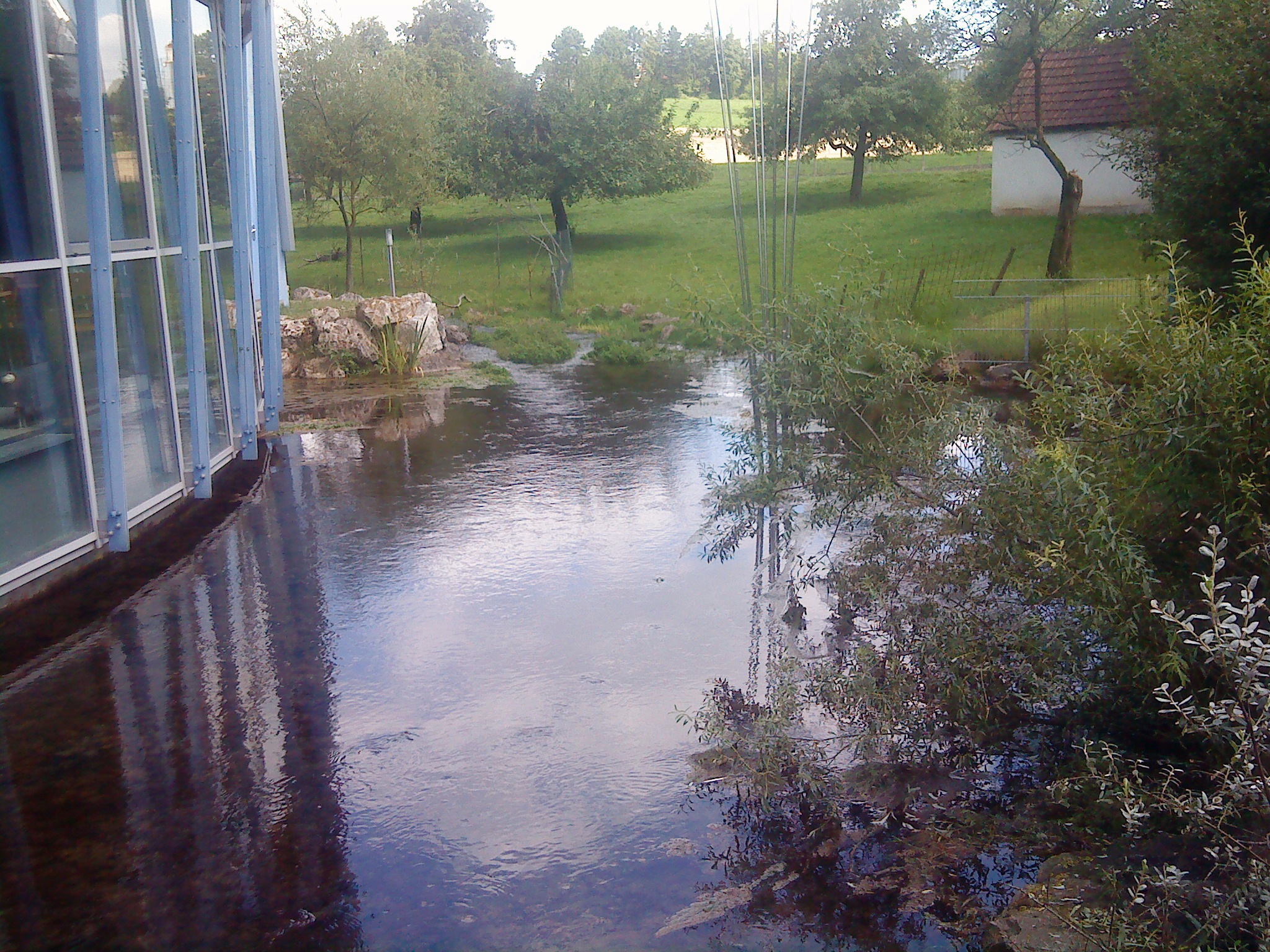
Die Springe zwischen Quelle und Mündung
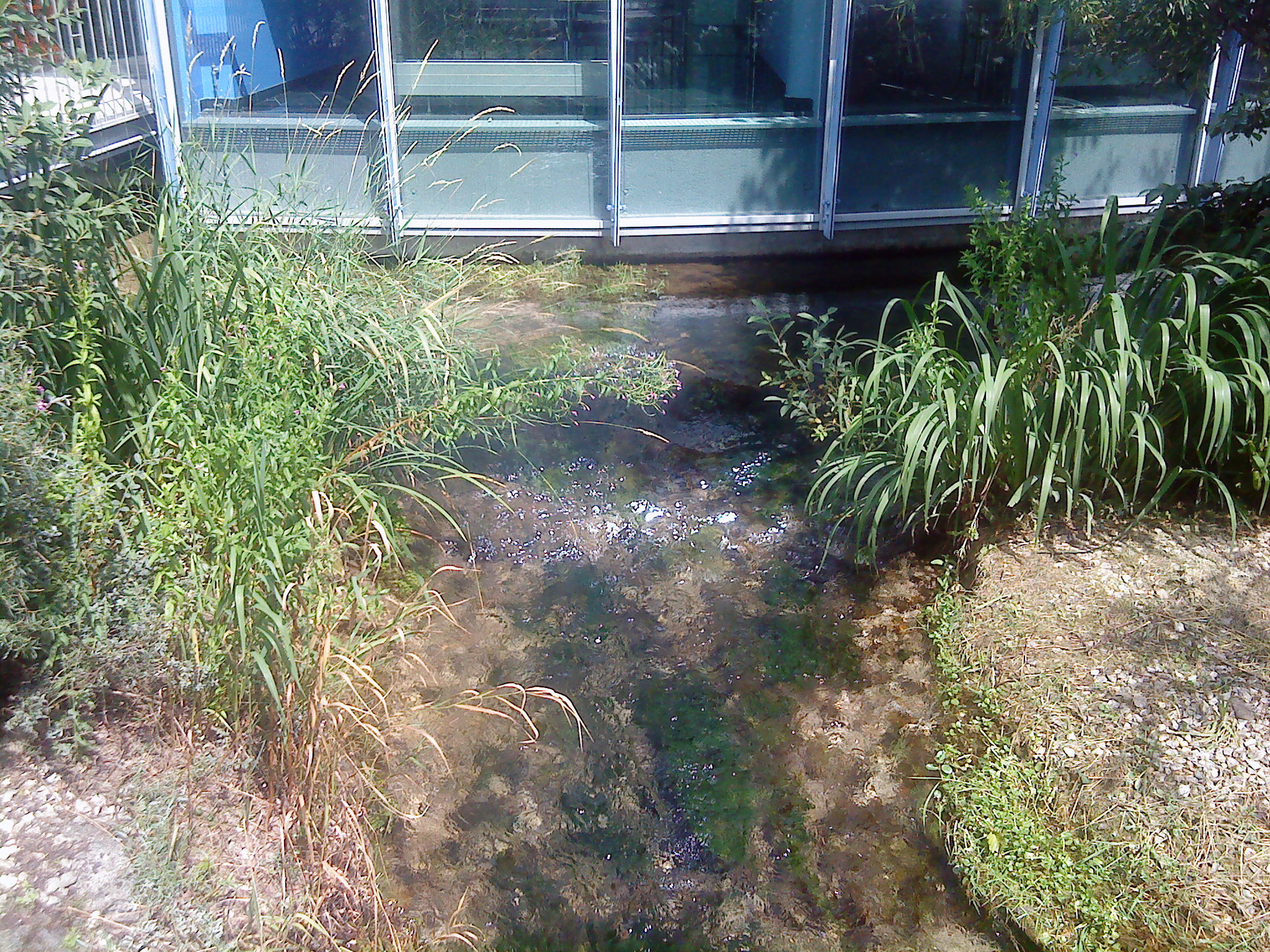
Mündung der Springe (rechts) in die Kleine Schmiech (links)